# إدارة حركة مرور الفضاء
"إدارة حركة مرور الفضاء" (Space Traffic Management أو STM)، مع التوسع السريع في استكشاف واستخدام الفضاء، أصبح المفهوم ضرورة ملحة لضمان الاستخدام الآمن والمستدام للفضاء الخارجي. يشمل هذا المصطلح جميع الأنشطة واللوائح التي تنظم حركة الأقمار الصناعية والمركبات الفضائية لمنع التصادمات وتقليل الحطام الفضائي.

## التعريف
إدارة حركة مرور الفضاء ليست فقط تحدياً تقنياً بل أيضاً قضية سياسية وبيئية عالمية. مع استمرار تطور تقنيات الفضاء وزيادة الأنشطة الفضائية، يصبح التعاون الدولي والابتكار التكنولوجي مفتاحاً لضمان سلامة واستدامة الفضاء الخارجي للأجيال القادمة.

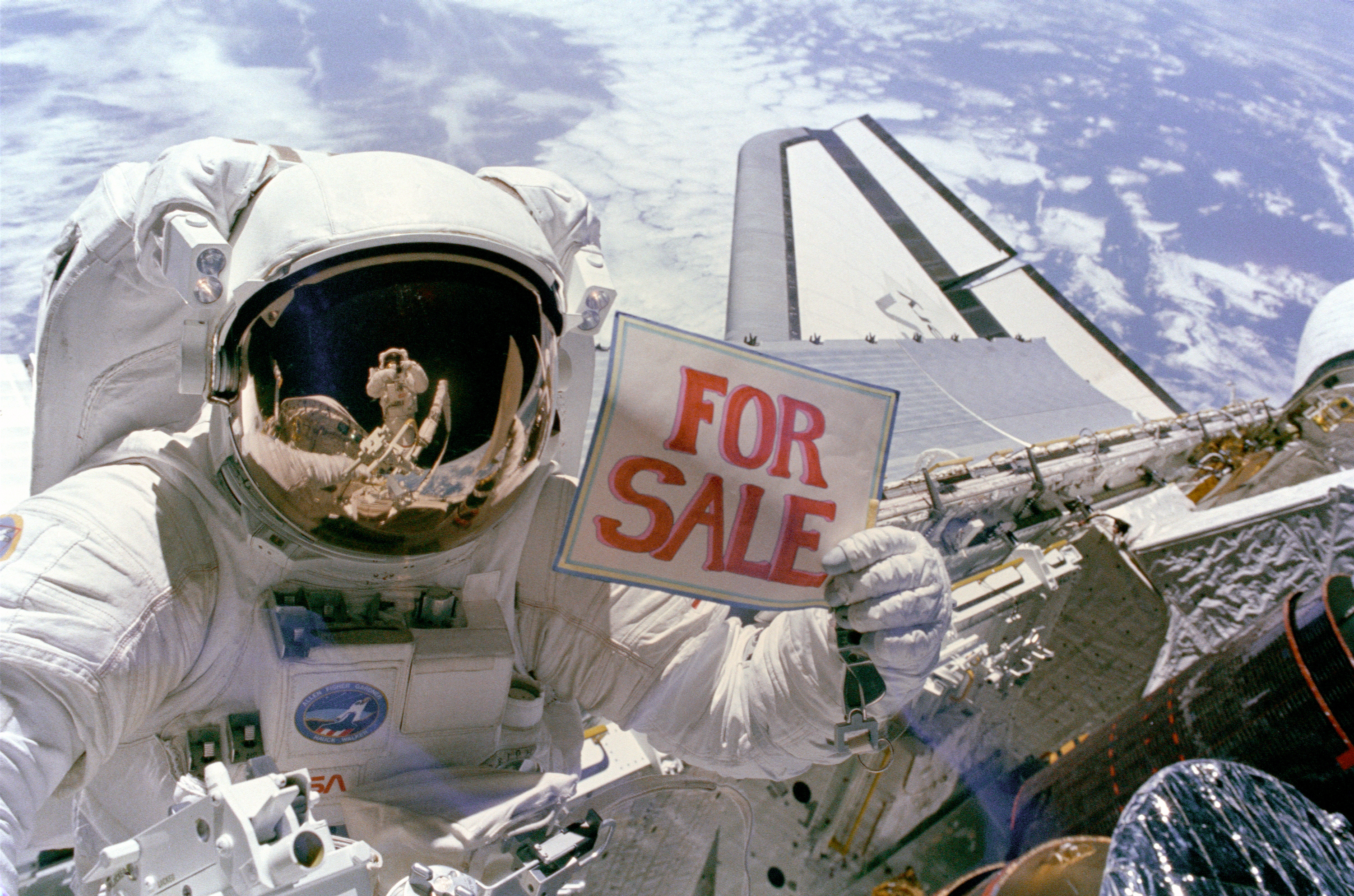
رائد الفضاء ديل أ. جاردنر، الذي أنهى للتو الجزء الأكبر من فترة نشاطه خارج المركبة الثانية في ثلاثة أيام، يرفع لافتة "للبيع" في إشارة إلى القمرين الصناعيين، بالابا بي-2 وويستر 6 اللذين استعاداهما من المدار بعد فشل وحدات مساعدة الحمولة (PAM) في إطلاقهما. رائد الفضاء جوزيف ب. ألين الرابع، الذي شارك أيضًا في نشاطي خارج المركبة، ينعكس في قناع خوذة جاردنر. يوجد جزء من كل من القمرين الصناعيين المستردين في الزاوية اليمنى السفلية، مع وجود ويستر 6 أقرب إلى مؤخرة ديسكفري.

## الأهمية
تأتي الحاجة إلى STM نتيجة التطور الكبير في قطاع الفضاء:

1. الزيادة في عدد الأقمار الصناعية: إطلاق أقمار صناعية تجارية وعلمية من شركات مثل "سبيس إكس" و"أمازون" يؤدي إلى ازدحام الفضاء القريب من الأرض.
2. التحدي البيئي: يهدد الحطام الفضائي سلامة المركبات الفضائية الحالية والمستقبلية.
3. تعزيز التعاون الدولي: إدارة حركة الفضاء تعزز التنسيق بين الدول لضمان سلامة العمليات الفضائية.

## الأهداف
1. تقليل التصادمات: مراقبة وتنسيق مدارات الأقمار الصناعية لمنع وقوع تصادمات.
2. إدارة الحطام الفضائي: وضع سياسات لإزالة الحطام الفضائي الموجود ومنع حدوث المزيد.
3. توفير البيانات: إنشاء قواعد بيانات دقيقة ومحدثة عن المواقع والحركات المدارية للأجسام الفضائية.
4. ضمان الاستخدام السلمي للفضاء: منع الاستغلال العسكري أو العدواني للمدارات الفضائية.

## التحديات الحالية
ازدحام المدارات

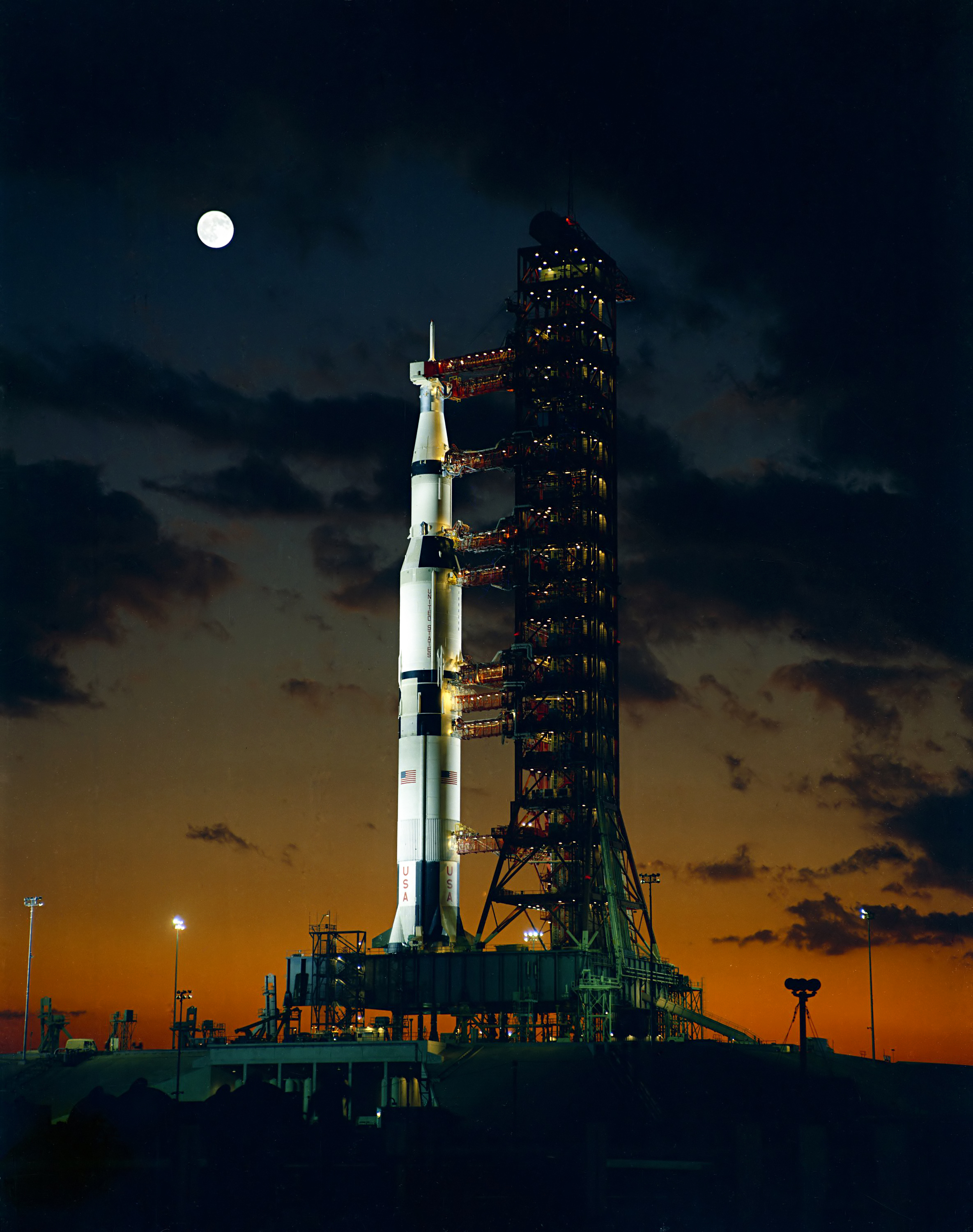
الصاروخ ساتورن على منصة الإطلاق

- المدارات المنخفضة (LEO) تعاني ازدحاماً متزايداً بسبب كثافة عمليات الإطلاق.
- شركات الاتصالات مثل "ستارلينك" تخطط لإطلاق آلاف الأقمار الصناعية، مما يزيد من تعقيد الإدارة.

الحطام الفضائي
- توجد ملايين القطع من الحطام الفضائي التي تهدد الأقمار الصناعية والمركبات الفضائية.
- يتزايد الحطام نتيجة حوادث مثل تفجير الأقمار الصناعية واختبارات الأسلحة المضادة للأقمار الصناعية.

غياب لوائح دولية موحدة
- لا تزال إدارة حركة المرور الفضائية تعتمد على الجهود الوطنية والمبادرات غير الرسمية.
- غياب إطار قانوني دولي واضح يزيد من خطر سوء التنسيق.

التكنولوجيا المتطورة
- دخول تقنيات جديدة مثل الطائرات الفضائية والطائرات بدون طيار إلى الفضاء يتطلب تحديثًا مستمرًا للأنظمة والقوانين.

## الجهود
مبادرات وطنية

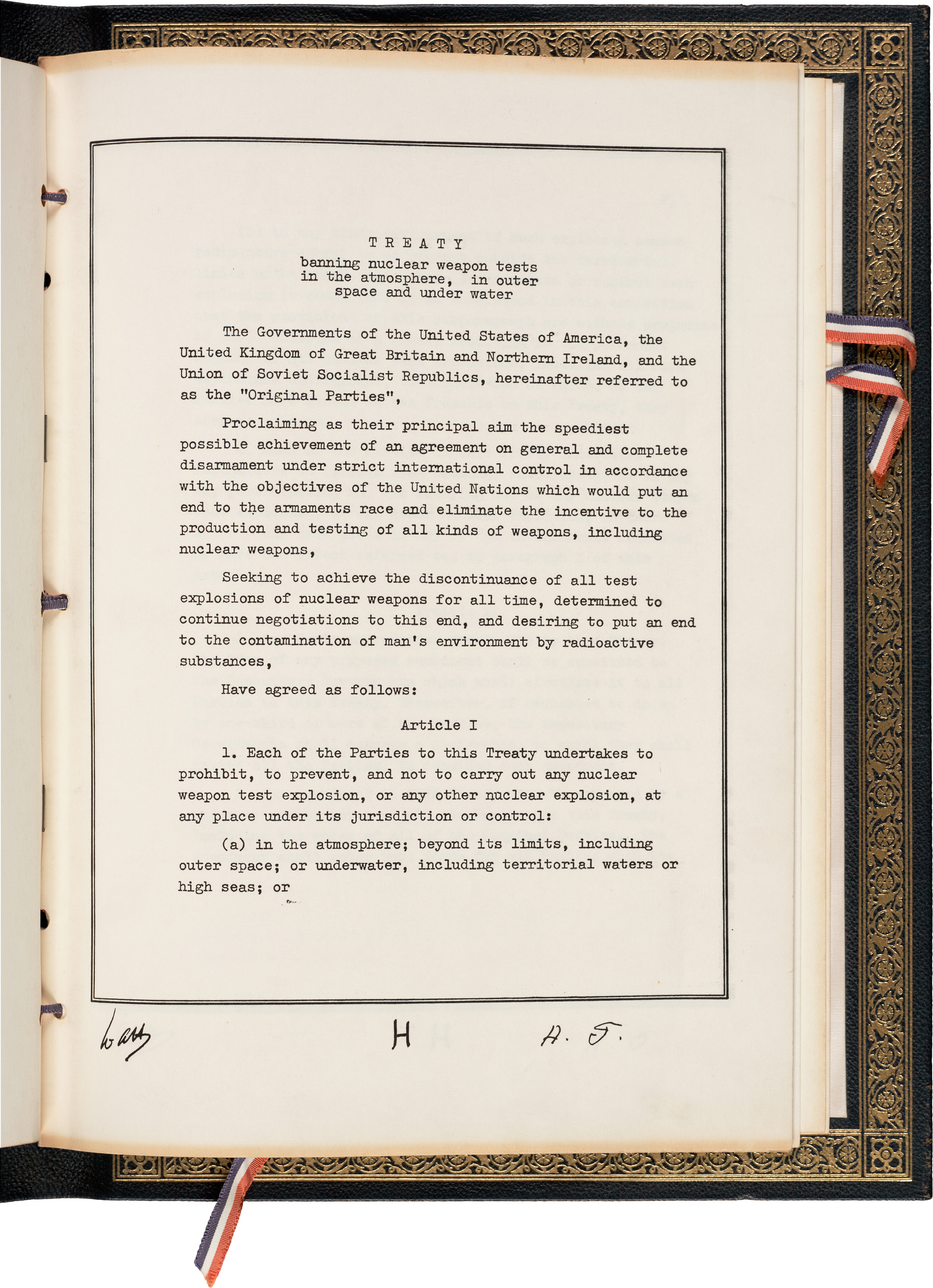
معاهدة الحظر الجزئي للتجارب (1963)، أول معاهدة دولية لقانون الفضاء.

- الولايات المتحدة: وكالة ناسا ومكتب العمليات الفضائية (Office of Space Commerce) تعملان على تطوير أنظمة مراقبة مدارية.
- الاتحاد الأوروبي: برنامج "SSA" لمراقبة الأوضاع الفضائية وتحليل المخاطر المدارية.[3]

الجهود الدولية
- لجنة الأمم المتحدة لاستخدام الفضاء الخارجي في الأغراض السلمية (COPUOS): تضع مبادئ توجيهية لتعزيز التعاون الدولي.
- الوكالة الأوروبية للفضاء (ESA): تقود مشاريع لإزالة الحطام وتحليل المخاطر المدارية.[4]

التكنولوجيا المتقدمة
- أنظمة الرادار والتلسكوبات لتتبع الأجسام الفضائية بدقة.
- تقنيات إزالة الحطام الفضائي مثل الروبوتات والأقمار الصناعية القادرة على جمع الحطام.

## المستقبل وآفاق التطوير

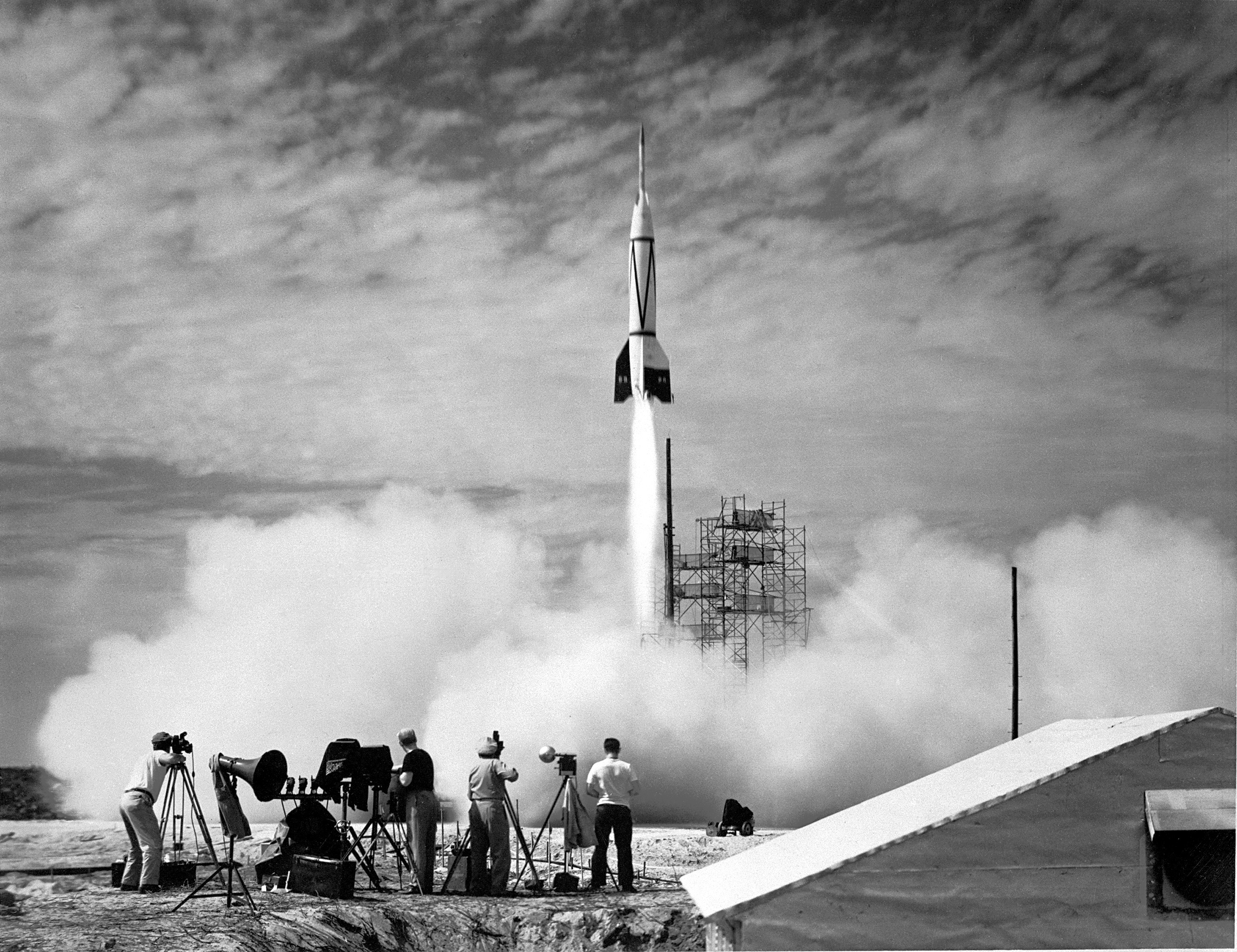
في يوليو 1950 تم إطلاق أول بومبر من كيب كانافيرال، فلوريدا. الصاروخ بومبر هو صاروخ من مرحلتين يتكون من مرحلة أولى في تو V-2 الألمانية ومجهزة بمرحلة ثانية أمريكية «اك كوربورال». أمكنه الوصول إلى ارتفاعات قياسية - وصل بومبر 8 إلى ارتفاع 400 كيلومتر. كانت في المقام الأول لاختبار أنظمة الصواريخ والبحوث في الغلاف الجوي العلوي في الولايات المتحدة الأمريكية

1. تطوير لوائح دولية: يجب وضع إطار قانوني شامل لإدارة المرور الفضائي يعزز التعاون بين الدول والشركات.
2. تعزيز الشفافية: مشاركة البيانات بين جميع الجهات الفاعلة في الفضاء لضمان التوافق وتقليل المخاطر.
3. تشجيع الابتكار: دعم البحث والتطوير في مجال إزالة الحطام وتحسين أنظمة التتبع.